# Молдовяну, Йоаким
Константин Йоаким Молдовяну (рум. Constantin Ioachim Moldoveanu; 17 августа 1913, Окна-Муреш, Австро-Венгрия — 31 июля 1981, Крайова, Румыния) — румынский футболист, нападающий. Выступал за сборную Румынии, участвовал в Чемпионате мира по футболу 1938.

## Карьера
Дебютировал во взрослом футболе в мачте против Венуса из Бухареста, в котором забил свой первый гол.

Выступал за клубы Глория и Рапид. За карьеру провёл 111 матчей, в которых забил 28 мячей.

Дебютировал за национальную сборную в матче против Швеции 27 июня 1937 года.

Всего провёл за сборную 11 официальных матчей, в которых не забил ни одного гола.

## Награды
- Кубок Румынии
- Победитель (6): 1937, 1938, 1939, 1940, 1941, 1942.